# Verlans
Verlans és un municipi francès situat al departament de l'Alt Saona i a la regió de Borgonya - Franc Comtat. L'any 2007 tenia 140 habitants.

## Demografia

### Població
El 2007 la població de fet de Verlans era de 140 persones. Hi havia 56 famílies, de les quals 12 eren unipersonals (4 homes vivint sols i 8 dones vivint soles), 24 parelles sense fills i 20 parelles amb fills.
La població ha evolucionat segons el següent gràfic:
Habitants censats

### Habitatges
El 2007 hi havia 59 habitatges, 55 eren l'habitatge principal de la família, 2 eren segones residències i 2 estaven desocupats. 55 eren cases i 3 eren apartaments. Dels 55 habitatges principals, 50 estaven ocupats pels seus propietaris, 3 estaven llogats i ocupats pels llogaters i 2 estaven cedits a títol gratuït; 2 tenien dues cambres, 6 en tenien tres, 13 en tenien quatre i 34 en tenien cinc o més. 43 habitatges disposaven pel capbaix d'una plaça de pàrquing. A 22 habitatges hi havia un automòbil i a 31 n'hi havia dos o més.

### Piràmide de població
La piràmide de població per edats i sexe el 2009 era:
| Homes | Edats   | Dones |
| ----- | ------- | ----- |
| 0     | 95 o +  | 0     |
| 0     | 90 a 94 | 0     |
| 4     | 85 a 89 | 0     |
| 0     | 80 a 84 | 0     |
| 0     | 75 a 79 | 4     |
| 0     | 70 a 74 | 4     |
| 4     | 65 a 69 | 0     |
| 4     | 60 a 64 | 4     |
| 4     | 55 a 59 | 8     |
| 12    | 50 a 54 | 4     |
| 4     | 45 a 49 | 4     |
| 4     | 40 a 44 | 4     |
| 8     | 35 a 39 | 4     |
| 4     | 30 a 34 | 0     |
| 0     | 25 a 29 | 0     |
| 4     | 20 a 24 | 4     |
| 8     | 15 a 19 | 0     |
| 4     | 10 a 14 | 4     |
| 4     | 5 a 9   | 0     |
| 0     | 0 a 4   | 0     |

## Economia
El 2007 la població en edat de treballar era de 90 persones, 61 eren actives i 29 eren inactives. De les 61 persones actives 59 estaven ocupades (35 homes i 24 dones) i 2 estaven aturades (1 home i 1 dona). De les 29 persones inactives 12 estaven jubilades, 7 estaven estudiant i 10 estaven classificades com a «altres inactius».

### Ingressos
El 2009 a Verlans hi havia 54 unitats fiscals que integraven 145,5 persones, la mediana anual d'ingressos fiscals per persona era de 18.800 €.

### Activitats econòmiques
L'únic establiment que hi havia el 2007 era d'una empresa de construcció.
Dels 2 establiments de servei als particulars que hi havia el 2009, 1 era una lampisteria i 1 agència immobiliària.

## Poblacions més properes
El següent diagrama mostra les poblacions més properes.